# 겸사복
겸사복(兼司僕)은 조선시대 정예 기병 중심의 친위군이다.  1409년(태종 9년)에 처음 설치되었으며, 1464년(세조 10년)에 정비되었다. 주로 왕의 신변보호와 왕궁 호위 및 친병의 양성 등을 담당했다. 효종대에 금군청으로 합쳐졌다. 겸사복장(兼司僕將)은 정2품직으로 정원은 3명이었고, 타관이 겸직하였다. 현재는 대통령경호실 중 경찰 경호 부문과 비슷하게 보는 의견이 있다.